# Rhaponticoides africana

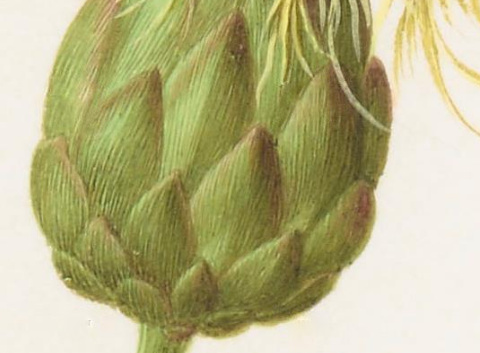
Detalle de las brácteas involucrales

 Rhaponticoides africana, la centaura portuguesa, es una especie de planta perenne del género Rhaponticoides de la familia Asteraceae.
- Nota: Esta especie estaba anteriormente clasificada en el género Centaurea subgénero Centaurea en su sentido tradicional, pero se ha demostrado, a través de estudios moleculares, que dicho subgénero erá polifilético lo que llevó a segregar las especies involucradas y reinstaurar para ellas el género Rhaponticoides Vaill., 1718, de tal manera que ahora debe denominarse Rhaponticoides africana (Lam.) M.V.Agab. & Greuter, 2003.[1][2][3]

## Descripción
Es una planta perenne con tallos de 30-110 cm de altura, erectos, simples o ligeramente ramificados, acostillados longitudinalmente, glabros pero con nudos lanuginosos. Las hojas son casi todas en roseta basal: con pecíolo largo y ensanchado en la base, oblanceoladas, irregularmente serrado-dentadas; las caulinares de oblanceoladas a lanceoladas, de serrado-dentadas a pinnatífidas y las superiores estrechamente lanceoladas, enteras, bracteiformes. Los capítulos son solitarios y largamente pedunculados. El involucro, de 15-20 por 10-20 mm, es ovoídeo, con brácteas ornamentados de 5-8 nervios longitudinales negruzcos; las externas y medias ovadas, con apéndice obtuso y decurtente; las internas lanceoladas, con apéndice subagudo. Los flósculos centrales, numerosos y hermafroditas, son de color amarillento pálido, con limbo pentalobulado, mientras los de la periferia, más escasos, colgantes y neutros sin o con 4-5 estaminodios, tienen el limbo con 4 o 5 lóbulos lineares y del mismo color que los centrales. Las cipselas de 5-6,5 por 2,5-3,5 mm, homomorfas, ovoideas, con 4 costillas longitudinales más o menos marcadas, transversalmente rugosas en la parte superior y lisas o finamente estriadas en el resto, glabros. La placa apical tiene el reborde entero o algo crenado y un nectario central persistente y el hilo cárpico es subbasal y sin eleosoma. El vilano es persistente, doble, el exterior con 4-5 filas de setas escábridas erectas o erecto-patentes y el interior con una sola fila de setas cortas, estrechamente triangulares, erectas, de bordes  —y eventalmente— ápice escabridos.

## Distribución y hábitat
Se encuentra en sotobosques y bordes de caminos de zonas bajas. Se distribuye por el centro y sur de Portugal, sur de España (Provincia de Cádiz y Provincia de Málaga), Norte de África y Sicilia. Crece en sotobosques y claros de pinares, alcornocales y matorrales soleados, en suelos arenosos preferentemente ácidos, desde el mivel del mar hasta 900 m de altitud. Florece y fructifica entre mayo y julio.

## Taxonomía
Rhaponticoides africana fue descrita primero como Centaurea africana por Jean-Baptiste Lamarck y publicado en Encyclopedie Methodique. Botanique, vol. 1(2), p. 664, 1785, y ulteriormente transferida al género Rhaponticoides por Mariam V. Agababjan & Werner Rodolfo Greuter y publicado en Wiildenowia, bd. 33, H. 1, p. 60, 2003.
Sinonimia
- Centaurea africana Lam. - Basiónimo
- Centaurea africana var. tagana (Brot.) Maire
- Centaurea elata Poir.
- Centaurea eriosiphon Emb. & Maire
- Centaurea simplex Cav.
- Centaurea tagana Brot.
- Centaurea tagana var. africana (Lam.) Batt.
- Centaurea tagana var. elata (Poir.) DC.
- Centaurea tagana var. legitima (Brot.) DC.
- Rhaponticoides eriosiphon (Emb. & Maire) M.V.Agab. & Greuter[5]

## Citología
- Número de cromosomas: 2n=30.[8]

## Nombres vernáculos
- Castellano: centaura mayor, centaura portuguesa, entera.[5]